# Symfonie nr. 4 (Sjostakovitsj)
Dmitri Sjostakovitsj componeerde zijn 4e symfonie in c klein, opus 43, tussen 13 september 1935 en 20 mei 1936.
De compositie duurt ongeveer een uur en bevat drie delen:
1. Allegretto poco moderato – Presto;
2. Moderato con moto;
3. Largo – Allegro.

## Bezetting
Deze symfonie is geschreven voor groot orkest:
- 2 piccolo’s; 4 dwarsfluiten;
- 4 hobo’s, waarvan 1 althobo;
- 6 klarinetten, waarvan één es-klarinet; 1 basklarinet;
- 3 fagotten; 1 contrafagot;
- 4 trompetten;
- 8 hoorns;
- 3 trombones;
- 2 tuba’s;
- 6 pauken;
- een batterij slagwerk (tamtam, xylofoon, glockenspiel, castagnetten etc.)
- 2 harpen;
- celesta;
- 20 1e violen; 18 2e violen;
- 18 altviolen;
- 16 celli;
- 16 contrabassen.

Met deze bezetting is het podium van bijvoorbeeld het concertgebouw in Amsterdam helemaal vol.

## Voorgeschiedenis
De symfonie is geschreven op een breuklijn in de carrière van de componist. Voordat in januari 1936 zijn opera Lady Macbeth uit het district Mtsensk de grond in werd geschreven, was Sjostakovitsj een geslaagd en populair componist; zowel bij bevolking, Componistenbond als Sovjetleiding (lees: Stalin). De toenmalige heersers vonden de muzikale vrijheid in het Westen met al zijn stromingen fantastisch en wilden niet achterblijven. Invloeden van Alban Berg en Gustav Mahler werden merkbaar. Op een gegeven moment vond Stalin het genoeg; die moderne (kunst-)muziek van het Westen kwam gelijk te staan met de decadentie daar. Stalin (en dus zijn volgelingen) wilde weer muziek die begrijpelijk was voor het gewone volk en keurde de laatste composities van Sjostakovitsj af met de eenvoudige mededeling: Chaos in plaats van muziek. Na die mededeling in de Pravda werden uitvoeringen van composities van Sjostakovitsj geannuleerd en het leek erop dat hij staatsmisdadiger nummer 1 was geworden. Rond die tijd begon ook de staatsterreur van Stalin toe te nemen. Mensen werden zonder proces of met een schijnproces ter dood veroordeeld om het minste of geringste. Zijn kennissen en ook zijn beschermheer Michail Toechatsjevski werden zonder meer afgevoerd naar werkkampen in Siberië of gefusilleerd. Sjostakovitsj bleef dit lot waarschijnlijk bespaard omdat hij met zijn 1e symfonie en de genoemde opera al enige bekendheid in dat Westen had vergaard; hij was in het Westen al zo geliefd dat het voor Stalin niet mogelijk was de componist op soortgelijke wijze aan te pakken.

## Compositie
Ondertussen werd dan deze vierde symfonie geschreven. Het is een van de meest ondoorgrondelijke symfonieën van de componist.  Hij bevat gedeelten waarin je hoort dat de componist een gevierd man was, maar er zijn ook gedeelten dat de somberheid ondragelijk is.
Het begint gelijk goed; de beginakkoorden zijn al meteen dissonant; het wringt ontzettend in de oren (zeker toentertijd); de dissonanten worden niet minder en de muziek is vol passie, maar ook angst; stillere gedeelten worden afgewisseld met uitbarstingen. Het Allegretto poco moderato gaat zonder onderbreking over in het Presto. Tijdens het Presto herkennen we een thema, dat terugkeert in zijn 5e symfonie.  Het deel sluit af met woodblocks en castagnetten; een voorbode van het sluitstuk van zijn 15e symfonie. Het Largo begint met paukenslagen (als ritme) waarna de fagotten een treurmars inzetten. Eenzelfde treurmars zou hij later ook in zijn 7e symfonie verwerken. De muziek gaat alsmaar crescendo naar een hoogtepunt, waarna weer stilte intreedt en de fagotten beginnen opnieuw.
Na het einde van de treurmars begint het Allegro. Thema’s komen en gaan. Dan vervallen deze thema’s in een wals (driekwartsmaat). Van andere composities (bijvoorbeeld Suite voor Jazz Orkest nr. 1) weten we dat Sjostakovitsj een vaardig walscomponist was, maar deze wals klinkt stroef. Eenzelfde wals zou hij verwerken in zijn 10e symfonie. De muziek wordt stiller en stiller totdat in de 15e minuut harde paukenslagen een einde maken aan het eindeloos lijkende gefilosofeer. Tot nu staat de compositie in het teken van het verdwijnen van allerlei steun om hem heen. Vanaf de paukenslagen hier slaat de bewustwording van het feit dat de componist alleen staat in zijn strijd toe; wilde paniek; de paukenslagen worden paukengeroffel en het gehele orkest begint aan een kortstondige crescendo totdat het tutti fortissimo is. De dissonanten die al een tijd uit beeld waren komen hier in volle sterkte terug, vooral in de trompetten. Na een twee minuten durende uitbarsting komt een decrescendo, waarbij het lijkt of alles tot een totale stilstand komt. De symfonie sluit af met een uiterst pianissimo trompetsolootje (een soort Last Post) om dan weg te sterven in strijkers, pauken en celesta; de componist ziet het niet meer zitten. Het slot heeft weer wat weg van het einde van zijn 15e symfonie.
Zoals geschreven bevat de symfonie veel basismateriaal voor zijn volgende. Het eerste deel is het langste deel wat hij tot toen had geschreven (het duurt bijvoorbeeld langer dan zijn 2e symfonie in totaal). Het begin met een langzaam (lang) eerste deel zou hij vaker toepassen; ook een wegstervend slot zou hij vaker gebruiken.

## Uitvoeringen
De première stond gepland op 30 december 1936; het Sint-Petersburgs Philharmonisch Orkest (toentertijd Leningrad PO) onder leiding van Fritz Stiedry zou het karwei op zich nemen. De repetities verliepen desastreus. Stiedry had zich in de ogen van de componist niet goed voorbereid en maakte er een puinhoop van; Stiedry stond al bekend om zijn slordige manier van repeteren; hij had om dezelfde reden al een aanvaring met Alexander Glazoenov achter de rug. Sjostakovitsj zei over de repetities: het was niet alleen slecht; het was abominabel; hij had de indruk dat Stiedry, toch een ex-medewerker van Mahler, er niets van snapte. Tegelijkertijd moet in ogenschouw genomen worden dat de dirigent waarschijnlijk zelf onder hoge druk stond van de Sovjetregering; hij kon zomaar de volgende kunstenaar zijn die afgevoerd werd. 

Daarnaast zag Sjostakovitsj in dat het toen niet de tijd was om dit werk te laten uitvoeren en trok het terug omdat hij er niet tevreden over was. Hijzelf verklaarde dat de compositie bol stond van grootheidswaanzin (1956). Pas op 30 december 1961, toen Stalin en zijn kameraden langzaam uit beeld raakten en ook de Componistenbond haar macht had verloren , dorst Kirill Kondrasjin het aan de definitieve première te verzorgen; ditmaal in Moskou. Kondrasjin was een ware promotor van het werk van Sjostakovitsj; ook hij was inmiddels in het Westen zo populair, dat hij zich enigszins iets kon permitteren. Dat Sjostakovitsj eerder had aangegeven ontevreden te zijn bleek onzin; de partituur is in de tussenliggende periode (van 1936 tot 1961) nauwelijks gewijzigd. In het Westen volgde een première op het Edinburgh Festival in 1962.

De symfonie is een hard gelag voor uitvoerenden; bijvoorbeeld na het enorme crescendo in het laatste deel volgt nog 5 minuten pianissimo; het embouchure van de blazers is daarna helemaal op. Ook de dirigent wordt op de proef gesteld, met maar steeds opnieuw beginnende thema’s die aangegeven moeten worden. Vanwege de moeilijkheidsgraad en de ondoorgrondelijkheid wordt het werk niet vaak uitgevoerd; zijn 5e en 7e symfonie vinden vaker de weg naar het publiek.   
In 1946 heeft Sjostakovitsj nog een deel bewerkt voor 2 piano’s.

## Bron
- Uitgave van Decca;
- Getuigenis van Volkov.

Nr. 1 in f mineur · Nr. 2 in B majeur, "Oktober" · Nr. 3 in Es majeur, "De eerste mei" · Nr. 4 in c mineur · Nr. 5 in d mineur · Nr. 6 in b mineur · Nr. 7 in C majeur, "Leningrad" · Nr. 8 in c mineur · Nr. 9 in Es majeur · Nr. 10 in e mineur · Nr. 11 in g mineur, "Het jaar 1905" · Nr. 12 in d mineur, "Het jaar 1917" · Nr. 13 in bes mineur, "Babi Yar" · Nr. 14 · Nr. 15 in A majeur